# Nkandla Local Municipality
Nkandla (englisch Nkandla Local Municipality) ist eine Lokalgemeinde im Distrikt King Cetshwayo, der südafrikanischen Provinz KwaZulu-Natal. Der Verwaltungssitz befindet sich in Nkandla. Bürgermeister ist Arthur Thamsanqa Ntuli.
Der Gemeindename leitet sich ab vom isiZulu-Wort für ein Versteck. In Kriegszeiten, zum Beispiel während des Bambatha-Aufstands, nutzten die Zulukrieger den dortigen Wald als Schutz vor ihren Feinden.

## Orte und Städte
In Nxamalala befindet sich eine Residenz des ehemaligen südafrikanischen Präsidenten Jacob Zuma, der aus Nkandla stammt.
- Benedict Mission
- KwaChwezi
- Mophihli
- Ndweni
- Nkandla
- Ntolwane

## Bevölkerung
Im Jahr 2011 hatte die Gemeinde 114.416 Einwohner auf einer Fläche von 1827 Quadratkilometern. Davon waren 99,6 % schwarz. Erstsprache war zu 95,8 % isiZulu, zu 1,3 % isiNdebele und zu 1,2 % Englisch.